# Conselho de Defesa Sul-Americano

Bandeira da União de Nações Sul-Americanas.

O Conselho de Defesa Sul-Americano (CDS) é um mecanismo que busca fomentar o intercâmbio no campo da segurança entre os países que compõem a União de Nações Sul-Americanas, tais como a elaboração de políticas de defesa conjunta, intercâmbio de pessoal entre as Forças Armadas de cada país, realização de exercícios militares conjuntos, participação em operações de paz das Nações Unidas, troca de análises sobre os cenários mundiais de defesa e integração de bases industriais de material bélico, medidas de fomento de confiança recíproca, ajuda coordenada em zonas de desastres naturais, entre outros.
Seus estatutos preveem decisões acordadas por consenso e um encontro anual com os respectivos ministros da área de defesa da Argentina, Brasil, Uruguai, Paraguai, Bolívia, Colômbia, Equador, Peru, Chile, Guiana, Suriname e Venezuela.
O Conselho de Defesa não é uma aliança militar convencional como a OTAN, mas exige como esta um certa coordenação militar regional.

## História
A criação de um Conselho de Defesa Sul-Americano foi proposta pelo Brasil e discutida pela primeira vez em uma reunião de cúpula dos presidentes sul-americanos em abril de 2008.
O ministro brasileiro Nelson Jobim afirmou em abril de 2008 que o Conselho seria formado depois da decisão "política" dos presidentes que participaram do lançamento da União Sul-Americana de Nações (Unasul), no dia 23 de maio de 2008.
Em 15 de dezembro de 2008, na cúpula extraordinária da União de Nações Sul-Americanas (UNASUL) foi finalmente aprovada a criação do Conselho de Defesa Sul-Americano.